# Emil Grützner
Carl August Emil Grützner (* 29. März 1841 in Bautzen; † 29. November 1888 in Dresden) war Industrieller und Mitglied des deutschen Reichstags.

## Leben

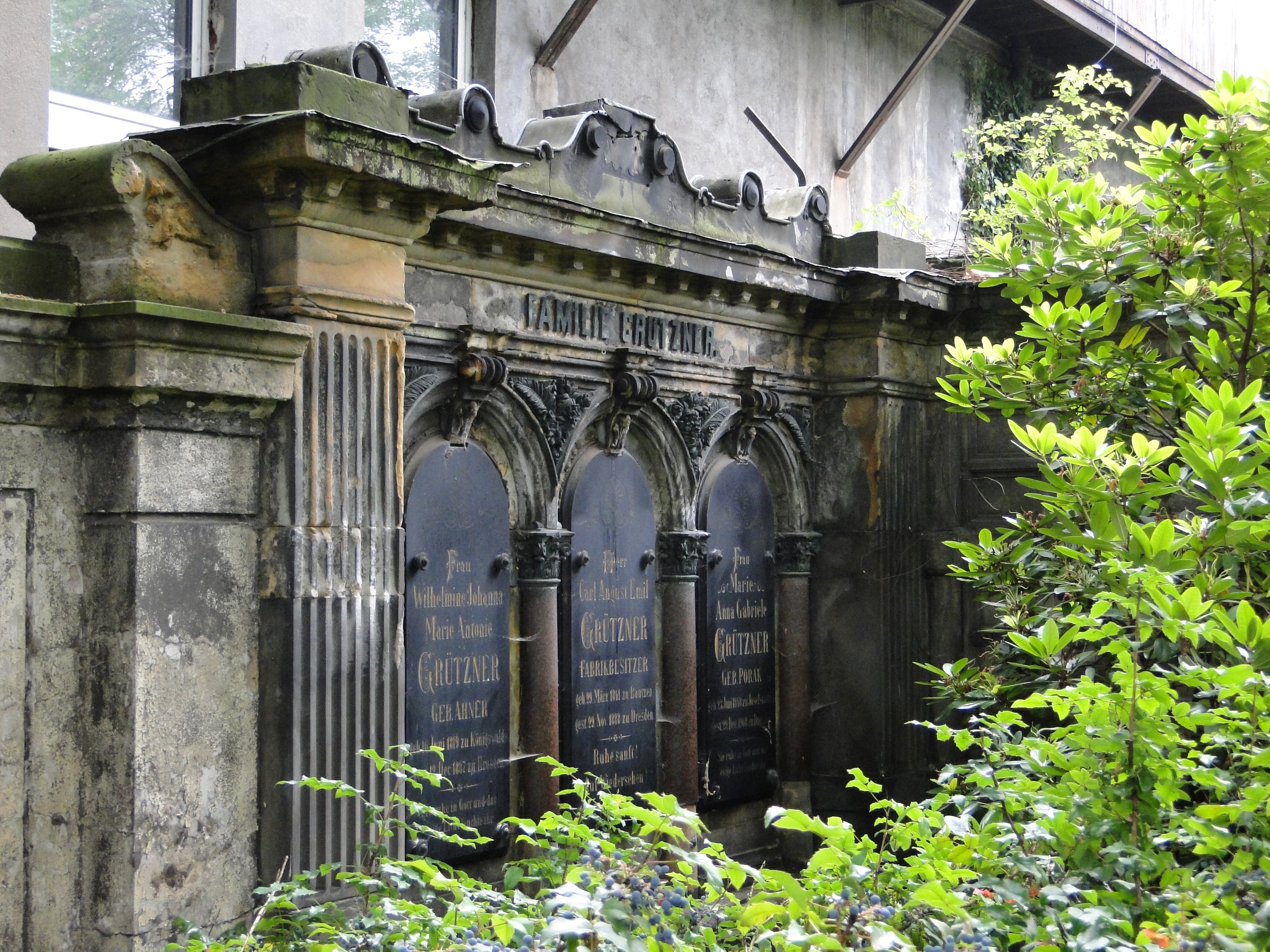
Grab von Emil Grützner in Dresden

Grützner besuchte Handelsschulen in Dresden und Gotha und unternahm danach größere Reisen. Bei einem zweijährigen Aufenthalt in England lernte er die dort aufkommende Flachsspinnereiindustrie kennen. 1866 gründete er gemeinsam mit Johann Faltis die Grützner&Faltis Flachsspinnerei in Hainitz. Wegen des großen wirtschaftlichen Erfolges musste diese mehrfach erweitert werden.
Er war langjähriges Mitglied der Handelskammer und Ausschussmitglied des Verbandes deutscher Leinenindustrieller. Wegen eines schweren Gichtleidens trat er bereits 1882 in Ruhestand und kaufte 1887 die Grützner-Villa in Dresden. Seine Grabstätte befindet sich auf dem Inneren Neustadter Friedhof in Dresden.
Von 1878 bis 1881 war er Mitglied des Deutschen Reichstages für die Deutschkonservative Partei und den Reichstagswahlkreis Königreich Sachsen 2 (Löbau).